# John Gregory Crace
John Gregory Crace, (Gungahlin, 6 februari 1887 - Hampshire, 11 mei 1968) was een Australiër, die bekendheid verwierf als officier bij de Britse Royal Navy (RN). Desalniettemin bracht John Crace een groot gedeelte van zijn carrière door bij de Royal Australian Navy (RAN). Hij commandeerde de Australische-Amerikaanse Ondersteuningsvlootstrijdkrachten (Task Force 44) in de Slag in de Koraalzee in 1942, als viceadmiraal.

## Crace's loopbaan
John Crace werd geboren te Gungahlin, Australië. Zijn ouders waren Kate Marion Crace en Edward Kendall Crace. Hij volgde onderwijs aan de Koninklijke School in Parramatta, voordat hij volledig afstudeerde op een Britse school in oktober 1899. John Crace liet zich even later inschrijven bij de Royal Navy als jonge cadet. Zijn eerste post was met het oefen- en trainingsschip HMS Britannia, in mei 1902. Hij was toen 15 jaar. Na deze trainingsperiode als jonge torpedo-officier, diende Crace gedurende de Eerste Wereldoorlog op de slagkruiser HMAS Australia.
In het interbellum reisde Crace op en neer naar Australië en diende zowel aan wal als op zee als officier totdat hem in september 1939 het commando over het Australian Squadron toegewezen werd.
Bij zijn aankomst in Sydney werd Crace steeds meer ontmoedig door de toestand bij de RAN-vloot, zodanig dat hij poogde ontslag te nemen.  Hoe dan ook, nadat de oorlog met Japan uitbrak, werd Crace benoemd tot commandant van het Allied Naval Squadron, ANZAC Force.

## Slag in de Koraalzee
Tijdens de Slag in de Koraalzee, op een patrouille ten zuiden van Nieuw-Guinea, ontsnapte hij ternauwernood aan een Japanse luchtaanval. Hij ondersteunde en bevoorraadde de Amerikaanse Task Forces van de USS Lexington en de USS Yorktown. Hij keerde terug naar Groot-Brittannië in juni 1942 als viceadmiraal en als commandant van de Chatham Dockyard. In 1945 werd hij geplaatst op de pensioenlijst, maar behield het commando te Chatham tot juli 1946. Hij was toen 59 jaar.
John Gregory Crace overleed in Hampshire, Groot-Brittannië op 11 mei 1968 op 81-jarige leeftijd.

## Militaire loopbaan
- Enlisted, Royal Navy:
- Midshipman, Royal Navy: mei 1902[1]
- Sub Lieutenant, Royal Navy:
- Lieutenant, Royal Navy:
- Lieutenant Commander, Royal Navy: 15 september 1916[2]
- Commander, Royal Navy: 31 december 1920[2]
- Captain, Royal Navy: 30 juni 1928[2]
- Commodore, Royal Navy:
- Rear Admiral, Royal Navy: 1 augustus 1939[2]
- Vice Admiral, Royal Navy: 29 oktober 1942[2]
- Admiral, Royal Navy: 25 september 1945 (gepensioneerd juli 1946?)[2]

## Onderscheidingen
- Ridder Commandeur in de Orde van het Britse Rijk op 1 januari 1947[2]
- Lid in de Orde van het Bad op 1 juli 1941[2][3]